# Live at the L.A. Troubadour
Live at The L.A. Troubadour è un album dei Fairport Convention pubblicato nel 1970.

## Tracce
1. Toss The Feathers – 3:51
2. Matty Groves – 8:38
3. Bonnie Kate – 4:54
4. Poor Will And the Jolly Hangman – 5:28
5. Sloth – 11:40
6. Banks Of The Sweet Primroses – 3:57
7. Mason's Apron – 6:13
8. Yellow Bird – 2:09